# Schroeteria poeltii
Schroeteria poeltii är en svampart som beskrevs av Vánky 1983. Schroeteria poeltii ingår i släktet Schroeteria, divisionen sporsäcksvampar och riket svampar.   Inga underarter finns listade i Catalogue of Life.